# 細弱螺旋體
細弱螺旋體（Treponema pertenue，或稱雅司螺旋體）是屬於密螺旋體科密螺旋體屬的細菌。是引起雅司病的病原體。
2008年1月15日，一項利用細弱螺旋體所進行的遺傳學研究，發現了支持梅毒是由哥倫布及其船員由美洲帶往歐洲之理論的新證據。

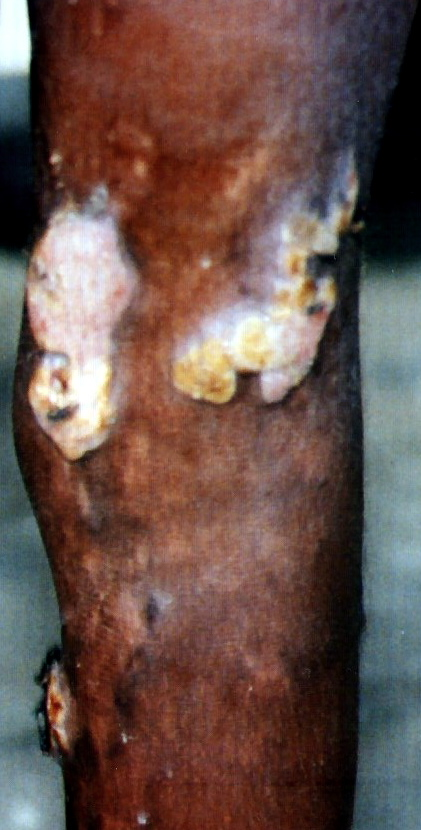
感染雅司病（Yaws）的男孩腿部